# FNS27時間テレビ (2004年)
『FNS27時間テレビ めちゃ²オキてるッ! 楽しくなければテレビじゃないじゃ〜ん!!』（FNS27じかんテレビ めちゃめちゃオキてるッ たのしくなければテレビじゃないじゃ〜ん）は、フジテレビ系列で2004年7月24日（土曜）18:30 - 7月25日（日曜）21:00（JST）まで生放送された18回目となる『FNS27時間テレビで、タイトルロゴでは『めちゃ²オキてるッ!』の後に「-What A wide awake↑we are!-」（ホワット・ア・ワイド・アウェーク・ウィ・アー!）のサブタイトルが入る。

## 概要
2002年から続いていた感動路線から2001年以来の3年ぶりにバラエティ路線に回帰した。今回のテーマは「楽しくなければテレビじゃないじゃ〜ん!!」。これは1980年代のフジテレビの「楽しくなければテレビじゃない」というスローガンにちなんでいる。平均視聴率は16.9%で歴代4位（当時）をマークし、瞬間最高視聴率も32.7%を獲得し30%を越えた。
従来『27時間テレビ』の演出は分担制であったが、『めちゃ2イケてるッ!』をベースに『めちゃイケ』の総監督である片岡飛鳥1人が全てを取り仕切った。総合司会には『めちゃイケ』からナインティナインが起用され、「ナイナイのオファー」という設定で中居正広（当時SMAP）が2000年以来、4年ぶりに再起用された。なお、この3人はナインティナインが『笑っていいとも!』にレギュラー出演していた時代に金曜日レギュラーとして共演、「One  hundred」というグループを結成しており、それを復活させるという形となった。
下記のほか、「めちゃイケ中居正広と日本一周○○の旅」や『はねるのトびら』も参照のこと。

## 主な出演者
総合司会
- ワンハンドレッド
  - ナインティナイン（岡村隆史・矢部浩之）
  - 中居正広（当時 : SMAP）

進行
- 西山喜久恵（フジテレビアナウンサー）
- 佐野瑞樹（同上）

めちゃイケメンバー
- 極楽とんぼ（加藤浩次・山本圭壱）
- よゐこ（濱口優・有野晋哉）
- 雛形あきこ
- 鈴木紗理奈
- オアシズ（光浦靖子・大久保佳代子）
- 武田真治

その他
- 倉田大誠（フジテレビアナウンサー）
- 斉藤舞子（同上）
- 高橋真麻（同上）

ほか

## 企画・コーナー
※所属・肩書きは当時

### 通し企画
- 加藤浩次の100kmマラソン

極楽とんぼの加藤浩次が台場のフジテレビ本社まで100kmの道のりを走る。他局の24時間マラソンとは違い、道中には数々の「妨害」（コント）が含まれていた。
- - 最初の休憩地点で指圧をしてもらった。しかしこれがあまりにも激痛だったため、最後は離してもらおうとする加藤と押そうとするマッサージ師との乱闘になった。
    - このやり取りは後に「色とり忍者」の罰ゲームとして行われた。

  - 午前8:00にぼんちおさむ・西川のりお扮する偽狩人が乱入（8:00にちなんであずさ2号を歌った）[注釈 1]。
  - ダチョウ倶楽部がそれぞれ小泉純一郎（寺門ジモン）、久米宏（肥後克広）のものまねで伴走。なお上島竜兵は疲労して他の3人に追いつけずフレームアウトしていた。
  - 間寛平がおじいちゃんの衣装で乱入。
  - 島崎俊郎が『オレたちひょうきん族』の人気キャラクター・アダモステに扮して併走。
  - 荒川河川敷（常磐線と東武伊勢崎線の鉄橋付近）で3年B組金八先生2シーズンのオープニングを模したコントが行われた。また、加藤はエキストラの行動をほとんど無視していた。
- FNS全国一斉期末テスト
- はねるのトびら企画

『めちゃ2イケてるッ!』の後輩番組である『はねるのトびら』メンバーが「27」にちなんだ「指令」を受け、コーナーとコーナーの間をつないで場を盛り上げるという内容。
- SMAP生中継

「SMAPが5人揃ってライブを行うはずが、中居以外の4人が場所を間違えたため、ライブが出来ない」という設定で、中居以外の4人が様々な場所から生中継で登場。コントの流れは以下の通り。
1. 中居以外の4人が中継で登場し歌を披露しようとするが中居がパフォーマンスを制止する。
2. 中居と木村拓哉が場所を確認し合う。ここで木村が間違いに気づく。
3. 木村・稲垣吾郎・香取慎吾が間違いを中居に謝罪するが、草彅剛は逆にパフォーマンスを止めた中居を叱責し、他のメンバーになだめられる。
4. 4人に同行していたバックバンド「ワクワクリズムバンド」も不機嫌になり中継先に不穏な空気が流れる。
5. 最後にスタジオにいる誰かが「〇〇に来い」と言い残して中継を切る。しかし「〇〇」の意味を勘違いした4人は次の中継でまた場所を間違える。

### その他の企画・コーナー
めちゃイケのコーナーをベースとした企画は各個別ページを参照のこと。
- グランドオープニング
  - 出演:中居正広（SMAP）、ナインティナイン（矢部浩之・岡村隆史）、西山喜久恵（フジテレビアナウンサー）、佐野瑞樹（フジテレビアナウンサー）、加藤浩次（極楽とんぼ）

タイトルコールは中居が言うはずであったが、結局ナインティナインがタイトルコールの大部分を言ってしまい、中居は「じゃ〜ん!!」しか言えなかった。
加藤の100kmマラソンがスタート。人の気配のない河原が起点。スタート地点は小石だった。今回のマラソンは川を下っていくコースで「そのまま川に沿って走ればゴールに着くんちゃうか?」（岡村の説明）というもの。一連のマラソンのレポートは森昭一郎が担当。100kmマラソンに挑戦した加藤だったが、結局チャレンジは88kmで終了した。（その後フジテレビまでなんとか完走し、その模様は後日の「めちゃ²イケてるッ!」で放送された）。失敗した原因は熱中症や差し入れのそうめんの食べ過ぎで体調を崩したこと、さらに加藤がキャスターを務める『スーパーサッカー』の生放送でいったんマラソンを中断してTBSへ向かわなければいけなかったこと（往復6時間のタイムロス）、何より加藤の完走よりも笑いを優先させたことなどが重なって結局完走に至らなかった。加藤は相当不服だったようで2011年に矢部、2015年に大久保がマラソンに挑戦する際にもぼやいていた。
FNS28局を繋ぐ列島リレー中継では、各局のアナウンサーが応援団長となって「楽しくなければテレビじゃないじゃ〜ん」を現地の方言で言い換えてから、各局の代表者3人を発表した。
SMAP生中継（1回目）
中居を除くSMAPのメンバーが東京タワーから中継で「SHAKE」を披露しようとするが、中居が全員揃っていないことを理由に止め、「テレビ局に来て」と注意する。
- クイズ生マジオネア
  - 司会:おかもんた（岡村隆史）、いまもんた（今田耕司）※岡村が回答者の時のみ
- 笑わず嫌い王決定戦 with とんねるず
  - 出演:とんねるず（石橋貴明・木梨憲武）、中居正広（SMAP）、ナインティナイン（矢部浩之・岡村隆史）

さまぁ〜ず（三村マサカズ・大竹一樹）は日本テレビ「24時間テレビ 「愛は地球を救う」」のTシャツを持ち込んでコントを行った。また、さまぁ〜ず三村が笑い飯（哲夫・西田幸治）のWボケに即興で突っ込む即席コントや、とんねるず、B21スペシャル（ヒロミ・ミスターちん・デビット伊東）のネタが披露された。
- すぽると!スペシャル
  - 司会:ケイン・コスギ、若槻千夏、渡辺和洋、中村仁美（フジテレビアナウンサー）

SMAP生中継（2回目）
SmaSTATION-3（テレビ朝日）と同時中継した。前回の中継後メンバーは中居に言われた通りテレビ局に向かうが、スタジオはスタジオでもフジテレビではなく「SmaSTATION」を放送している六本木のテレビ朝日に移動してしまい、中居が再び制止した。最後に西山から「お台場に来てください！」とお願いされる。
- さんま・中居の今夜も眠れない
  - 出演:明石家さんま、中居正広（SMAP）、ナインティナイン（矢部浩之・岡村隆史）、西山喜久恵（フジテレビアナウンサー）
- 真夜中の大かま騒ぎ
  - ゲスト:中居正広（SMAP）、明石家さんま、千野志麻（フジテレビアナウンサー）、政井マヤ（フジテレビアナウンサー）
- ザ・ココイチテン!
  - 司会:岡柳徹子（岡村隆史）、矢部宏（矢部浩之）、中居正広（SMAP）
  - 出演:品川祐（品川庄司）、友近、イジリー岡田、テツandトモ（テツ・トモ）、天野ひろゆき（キャイ〜ン）、遠藤章造（ココリコ）、山崎邦正、松本康太（レギュラー）、大島美幸（森三中）、内村光良（ウッチャンナンチャン）

「お笑い芸人が普段はなかなか役に立たない歌唱力を披露する」趣旨のザ・ベストテンのパロディ企画。
内村光良は前年まで放送されていた笑う犬のキャラクター、大嵐浩太郎の姿で登場した。
ちなみに、山崎邦正の歌唱シーンでこの年の『FNSの日』で瞬間最低視聴率となる5.1%を記録したことが後日「MNN報道特集」（2004年9月11日放送）で暴露された。
SMAP生中継（3回目）
「大物の中継」として中居除くSMAPが登場。ようやくお台場に来たはいいが、フジテレビ社屋下のステージのため三度中居に止められる。何度もパフォーマンス中に止められた4人は不満が募って不機嫌になり、中居も中継先・スタジオ双方からブーイングを食らってしまう。
- F1第12戦ドイツグランプリ
- FNS全国一斉期末テスト 各局代表者発表! 第1部
  - 進行:ナインティナイン（矢部浩之・岡村隆史）、西山喜久恵（フジテレビアナウンサー）、佐野瑞樹（フジテレビアナウンサー）
  - 出演:中居正広（SMAP）、笑福亭鶴瓶、南原清隆（ウッチャンナンチャン）、磯野貴理子、天野ひろゆき（キャイ～ン）、ココリコ（遠藤章造・田中直樹）、雛形あきこ、鈴木紗理奈
    - このコーナーで初めて鶴瓶が番組に登場。前年の事件についてオンエア映像のダイジェストVTRを交えながら触れた上で、粗相がないように「鉄のパンツ」で現れた。鶴瓶はこの時前年の映像を初めて見たとして改めて視聴者に謝罪している。
- めざましテレビスペシャル
  - 出演:大塚範一、高島彩（フジテレビアナウンサー、アテネから中継）、中野美奈子（フジテレビアナウンサー）、軽部真一（フジテレビアナウンサー）、高樹千佳子
  - ゲスト:中居正広（SMAP）、ナインティナイン（矢部浩之・岡村隆史）
    - 鶴瓶が当時フジテレビ敷地内で開催していたお台場冒険王の「ウォーターボーイズショー」でウォーターボーイズと一緒にシンクロをした。
    - 天気予報では山本がスモウライダーに扮して登場した。
- FNS全国一斉期末テスト 各局代表者発表! 第2部
  - 進行:ナインティナイン（矢部浩之・岡村隆史）、西山喜久恵（フジテレビアナウンサー）、佐野瑞樹（フジテレビアナウンサー）
  - 出演:中居正広（SMAP）、笑福亭鶴瓶、南原清隆（ウッチャンナンチャン）、天野ひろゆき（キャイ～ン）、ココリコ（遠藤章造・田中直樹）、雛形あきこ、鈴木紗理奈
- 笑っていいとも!増刊号生スペシャル
  - 司会:森田一義
  - 出演:ナインティナイン（1995年10月から1997年3月までの金曜レギュラー。ゲストとしてコーナー全編に参加した）。
  - 月曜:勝俣州和、石原良純、ガレッジセール（ゴリ・川田広樹）、乙葉
  - 火曜:中居正広（SMAP）、山口智充、はしのえみ
  - 水曜:爆笑問題（田中裕二・太田光）、藤井隆、井上和香、渡辺和洋（フジテレビアナウンサー）
  - 木曜:ピーコ、麻木久仁子、さまぁ〜ず（大竹一樹・三村マサカズ）、北陽（伊藤さおり・虻川美穂子）
  - 金曜:関根勤、ココリコ（田中直樹・遠藤章造）、おすぎ、坂下千里子
例年通り新宿のスタジオアルタではなく、お台場・フジテレビからの生放送。この年のオープニングで、2000年2月以来4年5か月ぶりにタモリが『ウキウキwatching』を歌唱。青年隊の部分は中居とナインティナイン（振りは初代青年隊に合わせている）が担当した。
『テレフォンショッキング』では、『特大号』の要領でタモリと中居・ナイナイが通常の一週間のダイジェストを見たほか、スタジオで岡村が司会、タモリがゲストになって『テレフォン』を行った。
    - SMAPとしてライブを控えていた香取慎吾と草彅剛、期末テストに出演していた笑福亭鶴瓶はこのコーナーには参加していない。また理由は不明だが久本雅美、柴田理恵が欠席していた。
- 爆走数取団レディーススペシャル
  - 出演:ナインティナイン（岡村隆史・矢部浩之）、めちゃイケメンバー、中居正広（SMAP）、村上知子（森三中）、山田花子、青木さやか、佐野瑞樹（フジテレビアナウンサー）、中野美奈子（フジテレビアナウンサー）
    - めちゃイケの人気ゲームコーナー「単位上等!爆走数取団」の女性バージョンとして、めちゃイケの女性メンバーが初参戦して乱闘生や兄貴らが男女ペアになって行われた。
    - このコーナーのみ事前収録で行われた。ただし、マラソン中の加藤は生放送に合わせて不在だった。
- SMAP SUPER★LIVE
  - 出演:SMAP（草彅剛・木村拓哉・中居正広・稲垣吾郎・香取慎吾）、ナインティナイン（岡村隆史・矢部浩之）、武田真治、西山喜久恵（フジテレビアナウンサー）、佐野瑞樹（フジテレビアナウンサー）

全3回の中継の後ようやく本来の集合場所に到着した4人だが、今度は中居が「はねるのトびら」コーナーでのパイ投げで汚れた身体を洗うため大江戸温泉物語に行ってしまい、結局中居抜きでコンサートをスタートさせる。中居はコンサート会場に自転車（スタッフが事前に用意したもので、モニターとカメラが付いている）で移動したが、着ていた浴衣がチェーンに絡まって故障、スタッフの自転車に乗り換えて「FIVE RESPECT」の演奏終了とほぼ同じタイミングで会場に到着する。なお、中居のソロパートがある「FIVE RESPECT」では、歌唱部分は香取が、ダンス部分は岡村が代役を務めて乗り切った。
コンサートのセットリストは以下の通り。
1. SHAKE 2004
2. どんないいこと
3. 夜空ノムコウ
4. FIVE RESPECT
以下は中居合流後に行われたアンコール
5. トイレットペッパーマン
6. がんばりましょう
7. 世界に一つだけの花

- FNS全国一斉期末テスト 各局順位発表
  - 出演:ナインティナイン（矢部浩之・岡村隆史）、中居正広（SMAP）、佐野瑞樹（フジテレビアナウンサー）、西山喜久恵（フジテレビアナウンサー）、山本圭壱、濱口優、W（辻希美・加護亜依）
- FNNスーパーニュースWEEKEND
  - キャスター:境鶴丸（フジテレビアナウンサー）、武田祐子（フジテレビアナウンサー）、岩谷忠幸

この日は短縮版での放送となった。また、全局で番組タイトルが臨時的に統一された。
「ウィークエンドジャーニー」は休止となり、岩谷はスタジオから天気予報を伝えた。
- サザエさんスペシャル

中居とナイナイがゲスト声優として出演。中居と岡村は新設の動物病院の獣医役（中居は院長役でもある）、矢部はペット探偵役で出演。劇中で名前が呼ばれたのは矢部のみ。
- ボクシング中継　めちゃオキ!　ダイヤモンドグローブ
  - 対戦:具志堅用高VS岡村隆史（ナインティナイン）
  - 解説:ガッツ石松、片岡鶴太郎、中居正広（SMAP）、矢部浩之（ナインティナイン）
  - 実況:佐野瑞樹（フジテレビアナウンサー）
  - セコンド:渡嘉敷勝男
  - レフリー:平仲信明
    - 岡村隆史VS具志堅用高のボクシング対決では、普通は勝敗を着けなければならない所をそのまま引き分け状態にしてしまう（3ラウンド＋1ラウンド/合計12分戦った）。後日、決着をつけようとしたのはレフリーの平仲信明の仕業だったと判明。岡村はこの企画のために、約1年にわたり極秘でボクシングジムで練習を積んだ。一方の具志堅も、試合が決まると練習のために本格的なキャンプを行い、当日の入場テーマ曲に現役時代のものを使うなど、両者ともに本気の戦いを目指した。

この1年後の2005年10月8日、岡村がこの舞台に立つまでのドキュメントが放送された。その詳細はこちらを参照。
- グランドフィナーレ
  - 出演:中居正広（SMAP）、ナインティナイン（矢部浩之・岡村隆史）、めちゃイケメンバー
    - 前述の通り、加藤のマラソンが終了に間に合わず失敗した。山本はボクシング中継に同席せず、フジテレビから加藤の元へ移動し、グランドフィナーレで合流してすぐに喧嘩コントを始める。スタジオには加藤の妻・カオリちゃんと娘が登場し、加藤への手紙を朗読した。しかしゴールした時に読まれる筈だった手紙のため、事実に反する内容が読まれるたびに加藤がツッコミを入れ、笑いを誘っていた。そしてゴールした場合歌うはずだった加藤の代役として深野正一（加藤の義父）が登場し「あの素晴らしい愛をもう一度」を歌唱した。なお後に片岡飛鳥は「みんなが岡村のボクシングに夢中になり肝心のゴールを中継し忘れ、それに怒った加藤となだめようとする相方の山本が大ゲンカしてセットを全部ぶち壊して終わるコント」にする予定だったと語った。また、加藤が間に合わないことはメンバーと中居には『サザエさん』の放送中に初めて伝え、その際片岡は涙を流したという[2]。
    - 加藤は放送終了後もフジテレビを目指し走り続け、深夜にゴールした。深夜だったためスタジオではなくオフィスタワーのエントランスでのゴールとなり、『やべっちFC〜日本サッカー応援宣言〜』の生放送でテレビ朝日に移動したため立ち会えなかった矢部以外のメンバー・スタッフが出迎えた。

## スタッフ
[FNSの日 制作実行委員会]
- - 実行委員長：森洋一
  - 副委員長：山田良明
  - ネットワーク部：岡部要一、濱田俊也
  - 編成部：鈴木克明、水口昌彦、荒井昭博、八木祐子、浜野貴敏、中野利幸
  - 営業推進部：吉田三郎
  - 広報部：上野陽一、小中ももこ
  - 広告宣伝部：熊谷知子、鈴木文太郎
  - 施設管理部：池田正夫
  - 防災センター：林田正
- 構成：伊藤正宏、御影屋聖、鈴木工務店、渡辺・プロ、すますま-すずき、渡辺鐘、野村正樹、堀雅人、元祖爆笑王、酒井健作、倉本美津留、木村祐一、長谷川朝二、大野ケイスケ、本田久就、板坂尚、小野高義、福田雄一

〈フジテレビ技術〉
- - 技術プロデューサー：塩津英史
  - TD・SW：高瀬義美、藤本敏行、馬場直幸、菅野恒雄、竹内弘佳
  - カメラ：長瀬正人、辻稔、上村克志、蛭田英和
  - 映像：佐藤光雄、塚本修、川崎淳、鈴木貴裕
  - 音声：竹下博英、高橋幸則、中村仁、佐口満寿
  - 照明：さわだあつひろ、安藤雄郎、土倉潤一
  - 音響：松田勝治、吉竹新
  - 回線：井上幸
  - 放送部：安達芳則

〈マラソン中継〉
- - TD：川島徳之、高橋昭
  - SW：斉藤浩太郎
  - カメラ：松本英士
  - 映像：佐川幸栄
  - 音声：吉村真人
  - 照明：小林敦洋 
    - フジテレビオール技術スタッフ

〈フジテレビ美術〉
- - 美術プロデューサー：行武直高
  - デザイン：桐山三千代
  - 美術進行：村瀬大、山根安雄、伊藤則緒、足立和彦、石田博己、中村秀美、久保典子
  - CG：冨士川祐輔、岩下みどり
  - タイトル：佐々木千代乃
  - 電子タイトル：白石浩一 
    - フジテレビオール美術スタッフ
- ナレーション：木村匡也
- 音楽：吉田健
- 振り付け：吉野みき
- 編集：中根敏晶
- MA：円城寺暁
- 音響効果：笠松広司
- 技術協力：ニューテレス、八峯テレビ、共同テレビ、FLT、共立、サンフォニックス、東通、田中電設工業、明光セレクト、サークル、ダブルビジョン、テクト、インターナショナルクリエイティブ、ゼキル、バンセイ、エキスプレス、パッチワーク、IMAGICA、Digitalcircus、OKK、4-Legs、マルチバックス、KENEK JAPAN、デジデリック
- 協力：国土交通省、荒川上流河川事務所、荒川下流河川事務所、㈱東京テレポートセンター、大阪城ホールほか
- 制作協力：D:COMPLEX、BEE BRAIN、IVSテレビ制作、㈲Do Campany、メディア・バスターズ、tv asahi、キョードー大阪、アップフロントプランニング・ジャニーズ事務所、吉本興業・浅井企画、アップフロントエージェンシー、アーティストハウス・ピラミッド、アライバル、太田プロ、ケイダッシュ、サンズ、松竹芸能、人力舎、タイタン、DENNER systems、田辺エージェンシー、フォスター、ホリプロ、マセキ芸能社、融合事務所、ワタナベエンターテインメント
- タイムキーパー：山口美香、槇加奈子、石原由季、江野澤郁子、海老澤廉子、尾崎利佳、後藤広子、斉藤裕里、菅原洋子、高木美紀、竹野幸子、平井冴子、平野美紀子、松下絵里、水越理恵、山口奈保美
- デスク：林田直子、麻生祥子、小林琴美、古賀美由紀、杉本宣子、斉藤真理子、田中優子、弦牧和子、保坂美帆、宮崎由佳、元吉里枝
- Special Thanks：田中猛彦、重松圭一（関西テレビ）
- フジテレビディレクター：小松純也、神原孝、関卓也、宮道治朗/板谷栄司、印田弘幸、小倉伸一、金子傑、小仲正重、小林智武、近藤真広、冨田哲朗、中名生太郎、夏野亮、本間一成、森田悦弘/明松功、北村要、北沢建一、戸渡和孝、中村肇、原武範、山崎典昭
- フジテレビプロデューサー：朝妻一、阿部紀男、五十嵐英次、菅野貴志、黒木彰一、きくち伸、北口富紀子、後藤優、佐久間茂、佐々木将、坪田譲治、中村百合子、西雅史、春名剛生、松村匠、矢延隆生/高橋正秀、中嶋優一
  - フジテレビバラエティ制作センターオールスタッフ
- 総合プロデューサー：港浩一、吉田正樹
- 総合演出：片岡飛鳥
- 制作著作：フジテレビ/フジネットワーク28社

## 後日談
当番組の総合プロデューサーが生放送中に気絶していることが発覚し、選挙カーでの謝罪及び産経新聞へ謝罪広告を出すことになった。